# 樋口康雄
樋口 康雄（ひぐち やすお、1952年10月13日 - ）は、日本の作曲家。東京都品川区出身。愛称はピコ。父はソニー創業メンバーの一人、樋口晃。

## 来歴・人物
両親になかなか子供が授からず、養子をもらおうと本気で考え始めていた時に生まれたのが樋口であった。その時、母親は33歳で、女性の厄年の歳に生まれた子はラッキー・ボーンだという外国の風習を鑑み、海外のプレス向けのプロフィールの最初には、そのことが明記されている。
バイオリンやピアノを嗜む父の影響で幼少時より音楽に親しむ。ちなみに、父以外の親族で音楽を嗜むのは母方の祖母で、琵琶の師範をしていたという。3歳時より先生についてピアノを正式に始めたが、両親には樋口を音楽家にしようと英才教育を施すつもりはなく、彼は小学校3年からはボーイスカウトの活動にも参加した。天分として絶対音感が備わっており、小さな頃から一度聴いた楽曲を再現でき、幼稚園のお遊戯の時間には先生のオルガンを代弾きしたこともあった。小学校時代からピアノ曲やアンサンブルの作曲を始め、麻布中学時代には、学校の近くにあった道徳再武装 (Moral Rearmament, MRA) の日本支部に通うようになり、その人脈で立教大学や慶応大学のジャズ研究会に参加し、ピアニスト兼アレンジャーとして活躍する。また、ビートルズに傾倒し、コピーバンドを結成して文化祭で演奏を披露。当時から早くも才能を開花させ、ピアノのインプロヴィゼーション（即興演奏）では、地域でも名の知れた存在であった。
1969年初春、MRAのメンバーが結成したボーカル・インストゥルメンタル・グループのシング・アウトが、NHKが翌1970年から放送開始を予定していた新しい音楽番組『ステージ101』の出演オーディションを受け、当時高校生だった樋口はキーボーディストとして参加した。オーディションに合格したシング・アウトは樋口をメンバーに迎えて、ステージ101のレギュラー出演グループであるヤング101のメンバーになった。ステージ101は、1960年代前半にNHK総合テレビジョンで放送されたバラエティー番組『夢であいましょう』を作り上げたチーフ・ディレクターの末盛憲彦が担当する新番組で、『夢であいましょう』で数々の名曲を生み出した中村八大が音楽監督を務めた。樋口は、1970年1月に始まったステージ101の第一回放送から出演し、音楽番組の作り方のテクニックを体得する。
シング・アウトは1971年4月にヤング101を卒業して自然消滅したが、樋口は同年9月までヤング101に在籍し、その後、ステージ101の音楽スタッフとなり作・編曲家としてのキャリアを開始した。ラジオやテレビなどの出演を経て、同年12月、日本人として初めて米国MCAとポピュラー音楽のアレンジャーとして専属作家契約を交わす。しかし樋口は、自身の日本人としてのアイデンティティーを大切したいと、外国での活動は控えていた。上智大学進学後は、学内では音楽には一切関わらず学業に専念していたが、初期の『レッツゴーヤング』の音楽をはじめ、レコード、テレビドラマ、映画、舞台、CM音楽の仕事は増え、クラシックのスコアの書ける数少ない若手作曲家として業界での注目を集めていった。
MCAとの契約直後より、樋口はクラシック音楽も手がけたいとの思いが一層募り、1976年頃からテレビドラマなどの仕事と並行して弦楽四重奏曲やピアノ協奏曲といった純音楽作品をコツコツと書き溜めるようになって行く。1978年、MCAの契約終了に伴い独立。1979年にはワーナーパイオニアから管弦楽作品『オリエンテーション』とフュージョンアルバム『ニューヨーク・カット』を同時リリース。
1976年以降、管弦楽作品の発表の機会を得たいと思っていた矢先、ニューヨーク・フィルハーモニア室内管弦楽団の責任者と出会い、新作の委嘱を受ける。1979年7月には、この楽団の特別演奏会がニューヨークと東京で開催され、樋口の新作が披露された。その時、東京の公演にたまたま聴きに来ていた手塚治虫がヴァイオリン協奏曲“KOMA”を大いに気に入り、アニメ映画『火の鳥2772 愛のコスモゾーン』の音楽を依頼するまでに発展する。手塚のこの劇場作品では、“KOMA”だけではなくアルバム『オリエンテーション』にある多くの旋律が使われている。そしてこの年、1980年にはカラー版新作テレビアニメ『鉄腕アトム』の音楽を担当するのがほぼ決まっていたにもかかわらず、その話が流れてしまう。それを申し訳なく思った手塚は、翌81年の『ブレーメン4』で音楽が物語の中心に来るアニメを樋口に用意し、再び組むことになる。以後、樋口は『小公女セーラ』や『機動新世紀ガンダムX』といったアニメ音楽を手がけている。なお、『ママは小学4年生』の音楽も「樋口康雄」と記されていることがしばしばあるが、この作品ではオープニング・テーマとエンディング・テーマを担当しただけである。
付随音楽を主とするが、純音楽からポピュラー音楽までの活動範囲は多岐に渡り、これまでに楽曲、プロデュースを手がけたアーティストは多数。2003年には鉄腕アトムの生誕を記念して製作されたアルバム『MUSIC FOR ATOM AGE♪』を発表。久々のアニメ音楽では富野由悠季監督作品『リーンの翼』（2006年）。
NHKで放送中の10分間番組『あの人に会いたい』のテーマ音楽は、冨田勲から引き継いで現在樋口康雄が担当している。

## 作品

### ピコ名義

#### アルバム
- ABC/ピコ ファースト（1972年9月25日、ヴァーティゴレコード、PLP-7165）- ソロデビュー作品

#### シングル
- あのとき/マリー（1972年1月1日、ヴァーティゴレコード、FX-7）
- アダムとイヴも/I LOVE YOU（ヴァーティゴレコード、FX-11）

### 純音楽
- ピアノ・コンチェルティーノ (1975)
- 組曲『SAKURAHIME』(1976)
- 管弦楽曲『A Thousand Calabashes』(1979)
- バイオリン協奏曲『コマ』(1979)
- 七重奏曲『ボイルドエッグ』(1979)
- ワルチング・マチルダ変奏曲 (1980)
- ピアノ協奏曲『ミ』(1981)
- 木管、マリンバ、コントラバスと打楽器のための五重奏曲『ステージドア』(1981)
- 無伴奏オーボエのための小品『アイシクル』(1982)
- 三台のマリンバのための小品『チェスボード』(1982)
- コルネット協奏曲 (1983)
- 室内楽曲『フェイム』(1983)
- トランペット協奏曲 (1984)
- ピアノ協奏曲『展覧会の絵』(1984)
- 二台のギターと弦楽四重奏のための小品'87 (1987)
- 弦楽四重奏のための小品'87 (1987)
- コンピュータによる音楽『Geometric Love』(1987)
- 三台のマリンバのための小品『タッチ・ウッド (1988)
- 三重協奏曲『シンフォニック・ダンス』(1988)
- ピアノのための小品'88 (1988)
- 6台のチェロと4台のコントラバスとピアノのための小品'89 (1989)
- 木管五重奏曲『カレイドスコープ』(1990)
- 管楽器、打楽器とハープのための小品『アクアファンタジー』(1990)
- バイオリン協奏曲『ティファ』(1990)
- 『さくら変奏曲』(1991)
- 『芍薬変奏曲』(1993)

### テレビドラマ
- 少年ドラマつぶやき岩の秘密（1973、NHK）
- 金曜ドラマ 別れの午後（1973、TBS）
- グランド劇場 てんつくてん（1973、日本テレビ）
- ふりむくな鶴吉（1974、NHK）
- グランド劇場 となりのとなり（1974、日本テレビ）
- 金曜ドラマ 許せない愛 (1975, TBS)
- 金曜ドラマ さらばかぐわしき日々 (1976, TBS)
- 少年ドラマ 幕末未来人 (1977, NHK)
- 七人の刑事 (1978, TBS)
- 殺人の棋譜（1978、フジテレビ）
- 土曜ワイド劇場 あなたに似た子（1978、テレビ朝日）
- 三男三女婿一匹 パート2 (1978, TBS)
- 土曜ドラマ 死にたがる子 (1979, NHK)
- 土曜ドラマ 血痕追跡 (1979, NHK)
- 土曜ドラマ 四角な船 (1979, NHK)
- やる気満々 (1979, TBS)
- 平岩弓枝ドラマシリーズ 日陰の女（1979、フジテレビ）
- おやじの台所（1981、テレビ朝日）
- はまなすの花が咲いたら (1981, TBS)
- 平岩弓枝ドラマシリーズ 女たちの海峡（1981、フジテレビ）
- 月曜ドラマランド どっきり天馬先生シリーズ（1983、フジテレビ）
- 平岩弓枝ドラマシリーズ 風祭（1984、フジテレビ）
- システィーナ修道院修復ドキュメント（1985、日本テレビ）
- 夫の知らない妻の秘密（1985、フジテレビ）
- 水曜ドラマスペシャル 年上のおんな (1986, TBS)
- 土曜ワイド劇場 婚約旅行殺人事件シリーズ（1986、テレビ朝日）
- 山村美紗サスペンスシリーズ 死人が夜ピアノを弾く（1986、フジテレビ）
- 雪の乱（1987、フジテレビ）
- 男が泣かない夜はない（1987、フジテレビ）
- 京都サスペンスシリーズ 出町の柳（1987、フジテレビ）
- 乱歩賞作家サスペンス 友よ、松江で（1988、フジテレビ）
- 24時間テレビドラマスペシャル二十歳 もっと生きたい（1988、日本テレビ）
- 追いかけたいの!（1988、フジテレビ）
- 社長サンは脱獄囚 (1989, TBS)
- アトランタホテル物語（1991、テレビ東京）
- 不思議サスペンス（1991、フジテレビ）
- 遠くまで行くんだ (1991, TBS)
- 六つの離婚サスペンス（1992、フジテレビ）

### ラジオドラマ
- みんなの図書室 うそと本当の箱（1974、NHKラジオ第1）
- ポックリソング (1975, NHK-FM)
- 黒蜥蜴 (1976, NHK-FM)
- 甲子園少女 (1978, NHK-FM)

### 演劇
- 私はルビィ（1975、劇団青年座）
- 桜姫東文章（1976、都民芸術フェスティバル）
- ブンナよ木からおりてこい（1978、劇団青年座）
- 地球のぐあいはどうだい？ 廻ってますぜ 大将！（1981、五月舎 / 俳優座）
- DANCING HEROES（1979、パルコ劇場）
- 三文オペラ（1981、劇団青年座）
- ゆかいな海賊大冒険（1982 - 1984、JACミュージカル）※宮川晶と合作
- 弥次喜多（1985、劇団青年座）
- 補陀楽山へ 詣ろうぞ - 枝折谷の記（1987、新劇団協議会）
- 盟三五大切（1989、劇団青年座）
- ザ・シンギング（1994、ミュージカル）
- 怪談 橋姫（1998、ホリ・ヒロシ人形公演）

### 映画・アニメ・ドキュメンタリー
- 哀愁のサーキット（1972、日活）
- 赤い鳥逃げた?（1973、東宝）
- エロスは甘き香り（1973、日活）
- ㊙色情めす市場（1974、日活）
- OL日記 濡れた札束（1974、日活）
- 花芯の刺青 熟れた壷（1976、日活）
- あれはだれ？（1976、短編アニメーション）
- りすのパナシ（1978、エコー社）
- ガキ大将行進曲（1979、青銅プロダクション）
- 火の鳥2772 愛のコスモゾーン（1980、東宝）
- ブレーメン4 地獄の中の天使たち（1981、日本テレビ）
- 愛しき日々よ (1984)
- 世界名作劇場 小公女セーラ（1985、フジテレビ）[3]
- 映画の肖像 黒澤明 大林宣彦 映画的対話（1990、黒澤プロ/PSC）
- 北限に生きるA2-84群（1996、フジテレビ）
- 機動新世紀ガンダムX（1996、テレビ朝日）
- あらしのよるに ビデオ紙芝居（1999、メディアファクトリー）
- リーンの翼 (2005-06)
- あの人に会いたい（2009、NHK総合）

### CM
- 資生堂ウィンタープロモーション『私、今日はとてもがんこです』
- 女王陛下のお買い物（マンハッタン・トランスファー）
- パルコ（ドミニク・サンダ、フェイ・ダナウェイ）
- 武田薬品『アリナミンAシリーズ』
- 日刊アルバイトニュース『人間だったらよかったのに』
- マックスファクター・フェイム（ジャクリーン・スミス）- 1983年
- 三菱・ミラージュ（エリマキトカゲ）
- ニッカウヰスキー・スーパーニッカ（ロイ・シャイダー）- 1984年
- 富士通『ザ・ユニバース (We are born of stars)』- 1985年
- 資生堂『Trip of Lips』- 1985年
- マックスファクター（ダイアン・レイン）
- ユナイテッド航空『フレンドリー・スカイ』
- 資生堂・ヴィンテージ（名球会 長嶋茂雄）
- 日清・カップヌードル『おーい、トム・ソーヤ』
- サントリー・モルツ『アルバン・ベルク弦楽四重奏団』
- ネッスルゴールドブレンド（高倉健）
- JT・リベラマイルド『クレージーホース』- 1988年、『カリビアン・クルーズ』- 1989年
- ホンダ・コンチェルト（クロード・ルルーシュ、エミリオ・グレコ）
- 日産・フェアレディZ『スポーツカーに乗ろうと思う』- 1989年
- 富士通『四季 色 かたち』- 1989年
- アイマックス『太陽の響 (Echoes of the Sun)』- 1990年
- 共同石油（現：ENEOS）「黒澤明：飛ぶ夢」- 1990年
- サントリー・クレスト「黒澤明」 - 1990年
- ホンダ・ビガー（スポーツを語る高級車がいる。）- 1990年
- NTTデータ（スティーヴン・ホーキング）
- サントリー X・O（アントニオ・ガデス）
- カネボウ・デナリ（ダニエル・デイ・ルイス）
- ホンダ・レジェンド（ハリソン・フォード）- 1992年
- フィリップモリス『日本美術修復計画』
- キリン・午後の紅茶（マイケル・J・フォックス）
- 日産自動車企業CM『この瞬間が日産車だね』
- ライオン・クリニカ『オーケストラ 剣の舞』
- ホンダ・インスパイア『高級車異説』
- コカ・コーラ・煌『スーチー』
- スバル・レガシィ（ケビン・コスナー）
- ニッカウヰスキー・ブラックニッカ（熊蜂の飛行）- 1999年

## レコード／CD
- パセリと野の花 /石川セリ（1972、キャニオン）
- 赤い鳥逃げた? オリジナル・サウンドトラック（1973、ポリドール）
- かもめのジョナサン（1974、東芝）
- 分裂唄草紙 /野坂昭如 (1974)
- PAPER MOON /大橋純子 (1976)
- 上田知華 + KARYOBIN (1979)
- 上田知華 + KARYOBIN Ⅱ（1979、ワーナー）
- オリエンテーション（1979、ワーナー）
- ニューヨーク・カット（1979、ワーナー）
- 火の鳥2772 PHOENIX2772 (1980)
- 火の鳥2772 ドラマ編（1980、コロムビア）
- 神崎愛ファースト /神崎愛（1980、日本フォノグラム）
- 三文オペラ（1981、トリオ）
- ブレーメン4 (1981)
- ブレーメン4 ドラマ編（1981、キングレコード）
- 月の光、トロイメライ～美しいものを愛するあなたへのニュー・クラシック / INVITATION TO THE NEW CLASSIC、リチャード・キャップ指揮、ニューヨーク室内楽団（1983、日本フォノグラム）
- DOUBLE FOCUS /アル・ヴィズッティ<tp>、高瀬アキ<pf>、漆原啓子<vn>金洪才（キム・ホンジェ）指揮 友田啓明合奏団（1984、バップ）
- SFX シンフォニー アビイ・ロード（1985、日本コロムビア）
- 弥次喜多（1985、CBSソニー）
- 素晴らしきかな賛美歌 /由紀さおり・安田祥子（1988、東芝）
- 芍薬時代 /芍薬トリオ (1988)
- DANCE /芍薬トリオ（1988、ビクター）
- 甘蕉ヶ丘～バナナ・ヒル /アンナ・バナナ（1989、シックスティ）
- 歌のおくりもの 時すぎぬ間に /安田祥子（1989、東芝）
- 誕生 /益田宏美 (1989)
- Sing selah /アンナ・バナナ（1990、シックスティ）
- 家族 /益田宏美（1991、ビクター）
- きょうだい /益田宏美（1992、ビクター）
- 機動新世紀ガンダム X SIDE 1 (1996)
- 機動新世紀ガンダム X SIDE 2 (1996)
- 機動新世紀ガンダム X SIDE 3（1997、キングレコード）
- 美しい夕暮れ ～バラード・セレクション /須川展也（1997、東芝EMI）
- 20th Anniversary Concert Symphonic GUNDAM /渡邊一正 指揮 東京シティ・フィルハーモニック管弦楽団（1999、キングレコード）
- 愛のつばさを ~シング・アウトの旅 /シング・アウト、ピコとアーチー・フレンズ（ビクター、2001再発）
- 喫茶ロック at.日比谷野外音楽堂レディメイド編（2002、レディメイド）
- アワータイム ~ソフトロック・ドライヴィン・エクストラ・トラックス（2002、ウルトラ・ヴァイヴ）
- ミュージック フォー・アトム エイジ（2003、ソニー）
- Seri sings Pico パセリと野の花+13 /石川セリ（2003、ウルトラ・ヴァイヴ）
- 樋口康雄作品集 上田知華+KARYOBIN（2003、ウルトラ・ヴァイヴ）
- きみになりたい。小西康陽作品集 for girls（岩本千春。2004、レディメイド）
- POPCONシングルコレクション70’s（田島裕子。2005、ヤマハ）
- もんた&ブラザーズ ベスト10 /もんた&ブラザーズ（2005、ユニバーサル）
- メモリアル音楽館「小公女セーラ」（2005、コロムビア）
- メゾン・ド・ショコラ「シュガシュガルーン」イメージ・アルバム（2005、キングレコード）
- ゴールデン☆ベスト /荒木一郎（2006、ウルトラ・ヴァイヴ）
- やけっぱちロック ~やさぐれ歌謡最前線 ビクター編（安田南。2006、ウルトラ・ヴァイヴ）
- わかってくれるともだちはひとりだっていい /秋山奈々（2006、ビクター）
- 荒木一郎 名選集 /荒木一郎（2006、プライエイド）
- ちょんまーじゅ（2006、ソニー）
- のこいのこ大全 /のこいのこ（2006、ビクター）
- ソフトロック・ドライヴィン 美しい誤解（リバティベルズ。2006、ソニー）
- DQ*The Live! /菊池ひみこ Double Quartet (2007)
- 春の歌集 /手嶌葵（2007、ヤマハ）
- 樋口康雄 CM WORKS ON アソシエイツ・イヤーズ 1972-1991（2007、ウルトラ・ヴァイヴ）
- ブレイク /ブレイク（2008、ユニバーサル）
- 永遠のピュア・ヴォイス /ヘイリー（2008、ユニバーサル）
- 伊藤アキラCM WORKS ON アソシエイツ・イヤーズ（2008、ウルトラ・ヴァイヴ）
- 「誕生」「家族」「きょうだい」BOX /岩崎宏美（2008、ビクター）
- Re:Sexy /石川セリ (2008、ユニバーサル)
- Tea For Tears /大橋純子（ユニバーサル。2009再発）
- ジブリ名曲セレクション Dear GHIBLI /井上あずみ（2010、ユーキャン）
- Chopin de cristal /豊田裕子（2010、キングレコード）
- ティーンエイジ・ベスト /秋山奈々（2010、ビクター）
- Collection Blue /手嶌葵（2011、ヤマハ）